# Fazele Lunii

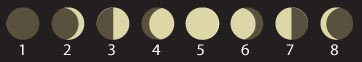
Fazele Lunii:
1-lună nouă, 2-lună crescătoare 3-primul pătrar, 4-fază convexă, 5-lună plină, 6-lună difuză, 7-ultimul pătrar, 8-lună calmă.

Fazele Lunii sunt diferitele forme în care apare Luna văzută de un observator de pe Pământ. Ele sunt date de poziția Lunii în raport cu dreapta Pământ-Soare. Aceasta variază datorită mișcării de revoluție a Lunii în jurul Pământului. Perioada de repetare a fazelor Lunii este numită Lună sinodică și are o durată de aproximativ 29,5 zile.

Animație a Lunii în timp ce trece prin fazele sale, așa cum se vede din Emisfera Nordică. Balansarea aparentă a Lunii este cunoscută ca librație.

Faza Lunii noi este atunci când, în cursul orbitei sale, satelitul se intrepune între Pământ și Soare. În timpul acestei faze nu este posibilă vederea Lunii întrucât ea este prezentă "pe cerul zilei", aparent, la mică distanță de Soare.
Când orbita Lunii este aliniată în mod perfect cu Pământul și cu Soarele atunci se verifică fenomenul eclipsei de Soare.